# Vanacampus margaritifer
Vanacampus margaritifer es una especie de pez de la familia Syngnathidae en el orden de los Syngnathiformes.

## Morfología
Los machos pueden alcanzar 15,9 cm de longitud total.

## Reproducción
Es ovovivíparo y el macho transporta los huevos en una bolsa ventral, la cual se encuentra debajo de la cola.

## Hábitat
Es un pez de mar y de clima templado  que vive entre 0-10 m de profundidad.

## Distribución geográfica
Se encuentra en Australia: desde Southport (sur de Queensland) hasta  Victoria y Australia Occidental.